# Liste der Monuments historiques in Mons-en-Barœul
Die Liste der Monuments historiques in Mons-en-Barœul führt die Monuments historiques in der französischen Gemeinde Mons-en-Barœul auf.

## Liste der Bauwerke
| Bezeichnung                                 | Beschreibung | Standort                                                            | Kennzeichnung | Schutzstatus | Datum | Bild |
| ------------------------------------------- | ------------ | ------------------------------------------------------------------- | ------------- | ------------ | ----- | ---- |
| Fernwärmezentrale der ZUP de Plaine de Mons | Erbaut 1968  | 2, rue de Normandie 149, rue de Villars Rue du Train-de-Loos (Lage) | PA59000080    | Inscrit      | 2001  |      |